# Ralph Buss
Ralph Buss (* 5. Juli 1982 in Basel) ist ein Schweizer Schachspieler.

## Leben
Das Schachspielen erlernte er im Alter von fünf Jahren von seinem Vater. Ralph Buss studierte Rechtswissenschaft an der Universität Basel. Das Studium schloss er 2008 mit einem Lizenziat der Rechtswissenschaft ab. 2011 erhielt er seine Zulassung zum Rechtsanwalt. Er arbeitet als Gerichtsschreiber beim Schweizerischen Bundesgericht, vorher war er in einer Anwaltskanzlei in Basel beschäftigt.

## Erfolge
Für die Schweizer Nationalmannschaft spielte er bei der U18-Europameisterschaft 2000 in Balatonlelle, beim Mitropa Cup 2010 in Chur, bei dem die Schweiz den dritten Platz belegte, und der Schacholympiade 2010 in Chanty-Mansijsk.
Vereinsschach spielt er in der Schweiz seit 2018 für den Echallens Chess Club in der Nationalliga A, nachdem er zuvor jahrelang für die SG Riehen antrat, und seit 2014 für Cercle d'échecs de Nyon in der Bundesliga. Er spielte auch schon für andere Schweizer Vereine, zum Beispiel den SC Neu-Allschwil und Reinach Rössli 97 (später nach Fusion Birsfelden Beider Basel Rössli). Mit dem SC Niederrohrdorf nahm er an den European Club Cups 2005 und 2009 teil. In Deutschland spielte er von 1999 bis 2001 für den SC Dreiländereck Weil, 2002 bis 2004 für die SVG Konstanz und seit der Saison 2004/05 für den SC Horben.
Seit Juli 2010 trägt er den Titel Internationaler Meister. Die Normen hierfür erzielte er in den Schweizer Mannschaftsmeisterschaften 2004 (mit Reinach Rössli) und 2009 (mit der SG Riehen und Übererfüllung), dem European Club Cup 2009 in Ohrid sowie der Europameisterschaft 2010 in Rijeka. Da er seine Norm beim European Club Cup aus nur sieben Partien holte, benötigte er die vierte Norm.
Seine Elo-Zahl beträgt 2344 (Stand: Juli 2023), seine bisher höchste war 2433 von Juli bis Oktober 2010.